# 8581 Johnen
8581 Johnen è un asteroide della fascia principale. Scoperto nel 1996, presenta un'orbita caratterizzata da un semiasse maggiore pari a 2,8358760 UA e da un'eccentricità di 0,0431352, inclinata di 3,19886° rispetto all'eclittica.